# Чолутека
Чолутека (на испански: Choluteca) е град, административен център на департамент Чолутека, Хондурас. Населението на града през 2010 година е 93 598 души.